# Jugulator
| 전문가 평가 | 전문가 평가 |
| 평가 점수   | 평가 점수   |
| 출처        | 점수        |
| ----------- | ----------- |
| AllMusic    | [ 1 ]       |

《Jugulator》는 영국의 헤비 메탈 밴드 주다스 프리스트의 열세 번째 스튜디오 음반이다. 1997년 10월 16일, 일본에서 발매되었고, 1997년 10월 28일, 전 세계에 발매되었다. 이 음반은 1990년 《Painkiller》 이후 그들의 첫 스튜디오 음반이었고, 이 밴드는 롭 핼퍼드 없이 미국의 리드 보컬리스트 팀 오언스와 함께 녹음했다.

## 평가
음반에 대한 평가는 그 자체로 즐기는 사람들, 음악을 좋아하지만 핼퍼드가 불렀으면 더 좋아할 사람들, 싫어하는 사람들 등으로 나뉘었다. 글렌 팁턴은 "1990년과 《Jugulator》 사이에 두 개의 음반이 없어진 것을 기억해야 합니다. 일부 사람들에게는 큰 도약이라고 볼 수 없습니다." 팀 오언스는 《Jugulator》가 2008년 《Nostradamus》보다 더 나은 음반이라고 생각한다.
팁턴은 "일부 사람들은 《Jugulator》의 멜로디가 충분하지 않다고 느꼈지만, 우리는 그 당시에 그다지 멜로디를 잘 느끼지 못했다"고 말했다.
2018년 오언스는 자신의 밴드 시대가 "지워졌다"고 느끼면서 이 음반과 후속 음반인 《Demolition》의 재녹음을 약속했다.

## 홍보
곡 〈Burn in Hell〉을 위한 뮤직 비디오가 촬영되었지만, 최종 영상에서는 2분 이상 곡이 삭제되었다. 〈Jugulator〉와 〈Blood Stained〉도 주다스 프리스트의 박스 세트 《Metalogy》에 포함되었다.

## 곡 목록
모든 곡들은 글렌 팁턴 그리고 K. K. 다우닝에 의해 작사/작곡하였다.
| #   | 제목                 | 재생 시간 |
| --- | -------------------- | --------- |
| 1.  | 〈Jugulator〉        | 5:50      |
| 2.  | 〈Blood Stained〉    | 5:26      |
| 3.  | 〈Dead Meat〉        | 4:44      |
| 4.  | 〈Death Row〉        | 5:04      |
| 5.  | 〈Decapitate〉       | 4:39      |
| 6.  | 〈Burn in Hell〉     | 6:42      |
| 7.  | 〈Brain Dead〉       | 5:24      |
| 8.  | 〈Abductors〉        | 5:49      |
| 9.  | 〈Bullet Train〉     | 5:11      |
| 10. | 〈Cathedral Spires〉 | 9:17      |